# Michelbach (Niederösterreich)
Michelbach ist eine Marktgemeinde mit 852 Einwohnern (Stand 1. Jänner 2025) im Bezirk St. Pölten in Niederösterreich.

## Geografie
Michelbach liegt im Bergland des Mostviertels südöstlich von St. Pölten in Niederösterreich. Die Fläche der Marktgemeinde umfasst 24,95 Quadratkilometer. Davon sind 48 Prozent landwirtschaftliche Nutzfläche und 47 Prozent der Fläche sind bewaldet.

### Gemeindegliederung
Das Gemeindegebiet umfasst folgende acht Ortschaften (in Klammern Einwohnerzahl Stand 1. Jänner 2025):
- Finsteregg (28)
- Gstetten (23)
- Kleindurlas (58)
- Kropfsdorf (56)
- Mayerhöfen (103)
- Michelbach Dorf (167)
- Michelbach Markt (325)
- Untergoin (92)

Die Gemeinde besteht aus den Katastralgemeinden Mayerhöfen, Michelbach Dorf und Michelbach Markt.

### Nachbargemeinden
|                             | Kasten bei Böheimkirchen                    | Stössing      |
| Pyhra                       | Kompassrose, die auf Nachbargemeinden zeigt | Brand-Laaben  |
| St. Veit an der Gölsen (LF) | Rohrbach an der Gölsen (LF)                 | Hainfeld (LF) |

## Geschichte

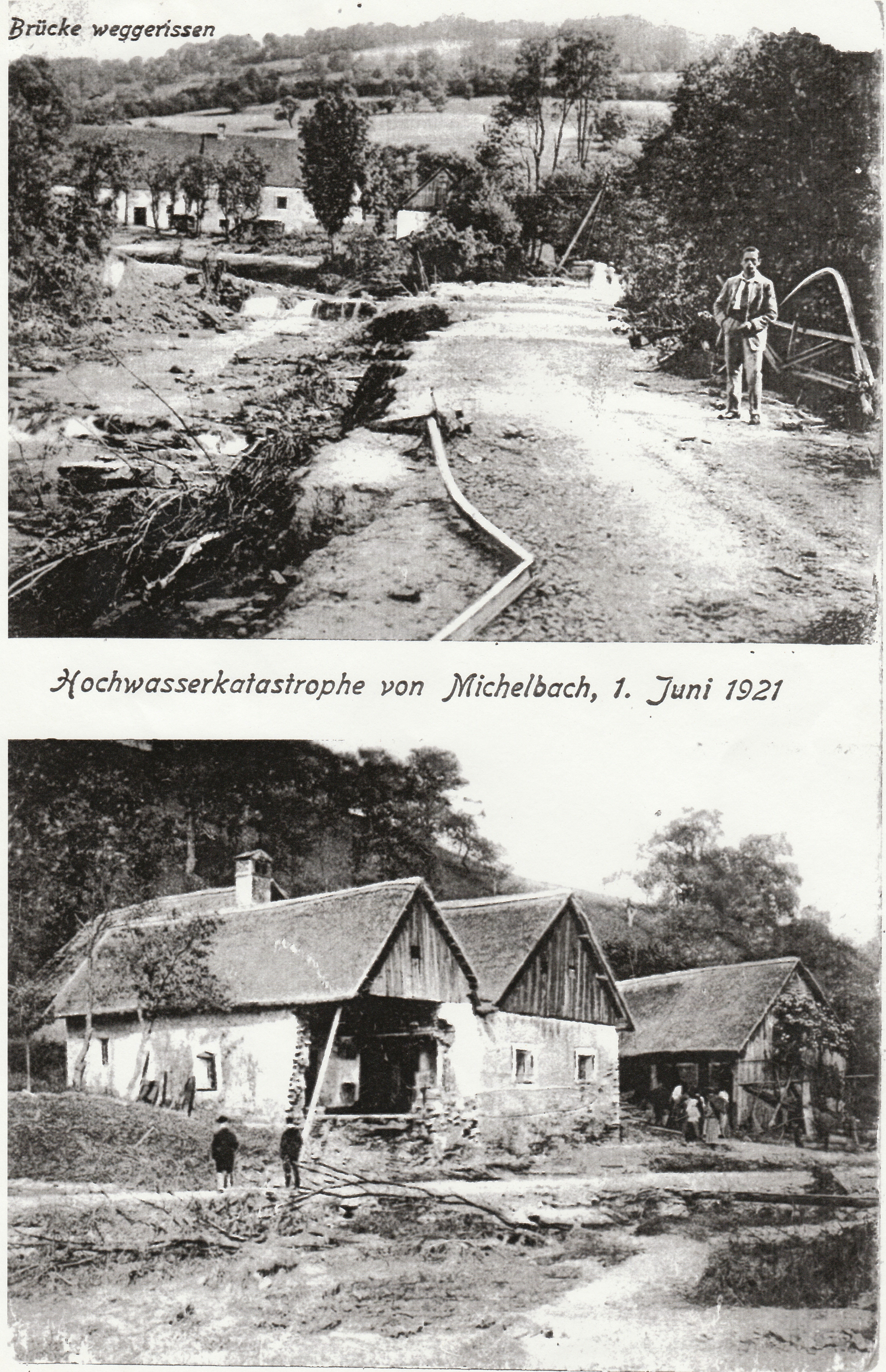
Hochwasser von 1921

Im Altertum war das Gebiet Teil der Provinz Noricum. 1124 wurde der Ort erstmals als Michilpach erwähnt. In einer Urkunde des Bischofs Reginmar von Passau wird Michelbach aus der Pfarre Pyhra bei St. Pölten herausgelöst und zur eigenständigen Pfarre erhoben. 1510 kam Michelbach in den Besitz der Herren von Greiß, unter denen der Ort reformiert wird. Die katholische Pfarre wurde nicht mehr besetzt und wieder von Pyhra aus mitbetreut. Während der Ersten Wiener Türkenbelagerung wurde ein Großteil des Ortes verwüstet, nur sieben von 59 Höfen blieben verschont. 1541 wurde Michelbach von der Pest heimgesucht. Weitere Epidemien waren in den Jahren 1574 und 1583. Die vielen Opfer, die die Krankheit forderte, fehlten in der Landwirtschaft und brachten viele Grundbesitzer und Bauern in große Not. 
Im Zuge der Zweiten Türkenbelagerung stoßen die osmanischen Streifscharen am 14. Juli 1683 bis Kasten und Michelbach vor, 274 Menschen aus Michelbach verloren dabei ihr Leben, 48 Häuser wurden zerstört. Die Pfarrkirche wurde dem Erdboden gleichgemacht. Die Überlebenden bauten ab 1708 eine neue Kirche. Ab 1710 siedelten sich neue Leute in der entvölkerten Wienerwaldregion an und begannen, die Dörfer neu aufzubauen. 1787 wurden den einzelnen Häusern Konskriptionsnummern zugeteilt. Die Napoleonischen Kriege überstand Michelbach, wie durch ein Wunder, unversehrt. 1921 richtete ein Hochwasser in Michelbach große Schäden an. 72 Soldaten aus Michelbach kehrten 1945 nach dem Zweiten Weltkrieg nicht mehr in die Heimat zurück.
Im Zuge der Aufteilung der Gemeinde Kasten bei Böheimkirchen in die ursprünglichen Gemeinden Kasten bei Böheimkirchen und Stössing mit Beginn des Jahres 1988 wurde die ursprünglich zu Stössing gehörige Katastralgemeinde Mayerhöfen an Michelbach abgetreten.

### Einwohnerentwicklung
| Michelbach: Einwohnerzahlen von 1869 bis 2025       | Michelbach: Einwohnerzahlen von 1869 bis 2025 | Michelbach: Einwohnerzahlen von 1869 bis 2025 | Michelbach: Einwohnerzahlen von 1869 bis 2025 | Michelbach: Einwohnerzahlen von 1869 bis 2025 |
| --------------------------------------------------- | --------------------------------------------- | --------------------------------------------- | --------------------------------------------- | --------------------------------------------- |
| Jahr                                                |                                               |                                               |                                               | Einwohner                                     |
| 1869                                                | 1869                                          |                                               | 931                                           | 931                                           |
| 1880                                                | 1880                                          |                                               | 930                                           | 930                                           |
| 1890                                                | 1890                                          |                                               | 923                                           | 923                                           |
| 1900                                                | 1900                                          |                                               | 953                                           | 953                                           |
| 1910                                                | 1910                                          |                                               | 942                                           | 942                                           |
| 1923                                                | 1923                                          |                                               | 931                                           | 931                                           |
| 1934                                                | 1934                                          |                                               | 931                                           | 931                                           |
| 1939                                                | 1939                                          |                                               | 909                                           | 909                                           |
| 1951                                                | 1951                                          |                                               | 793                                           | 793                                           |
| 1961                                                | 1961                                          |                                               | 725                                           | 725                                           |
| 1971                                                | 1971                                          |                                               | 754                                           | 754                                           |
| 1981                                                | 1981                                          |                                               | 793                                           | 793                                           |
| 1991                                                | 1991                                          |                                               | 835                                           | 835                                           |
| 2001                                                | 2001                                          |                                               | 921                                           | 921                                           |
| 2011                                                | 2011                                          |                                               | 873                                           | 873                                           |
| 2021                                                | 2021                                          |                                               | 861                                           | 861                                           |
| 2025                                                | 2025                                          |                                               | 852                                           | 852                                           |
| Quelle(n): Statistik Austria, Gebietsstand 1.1.2021 |                                               |                                               |                                               |                                               |

## Kultur und Sehenswürdigkeiten

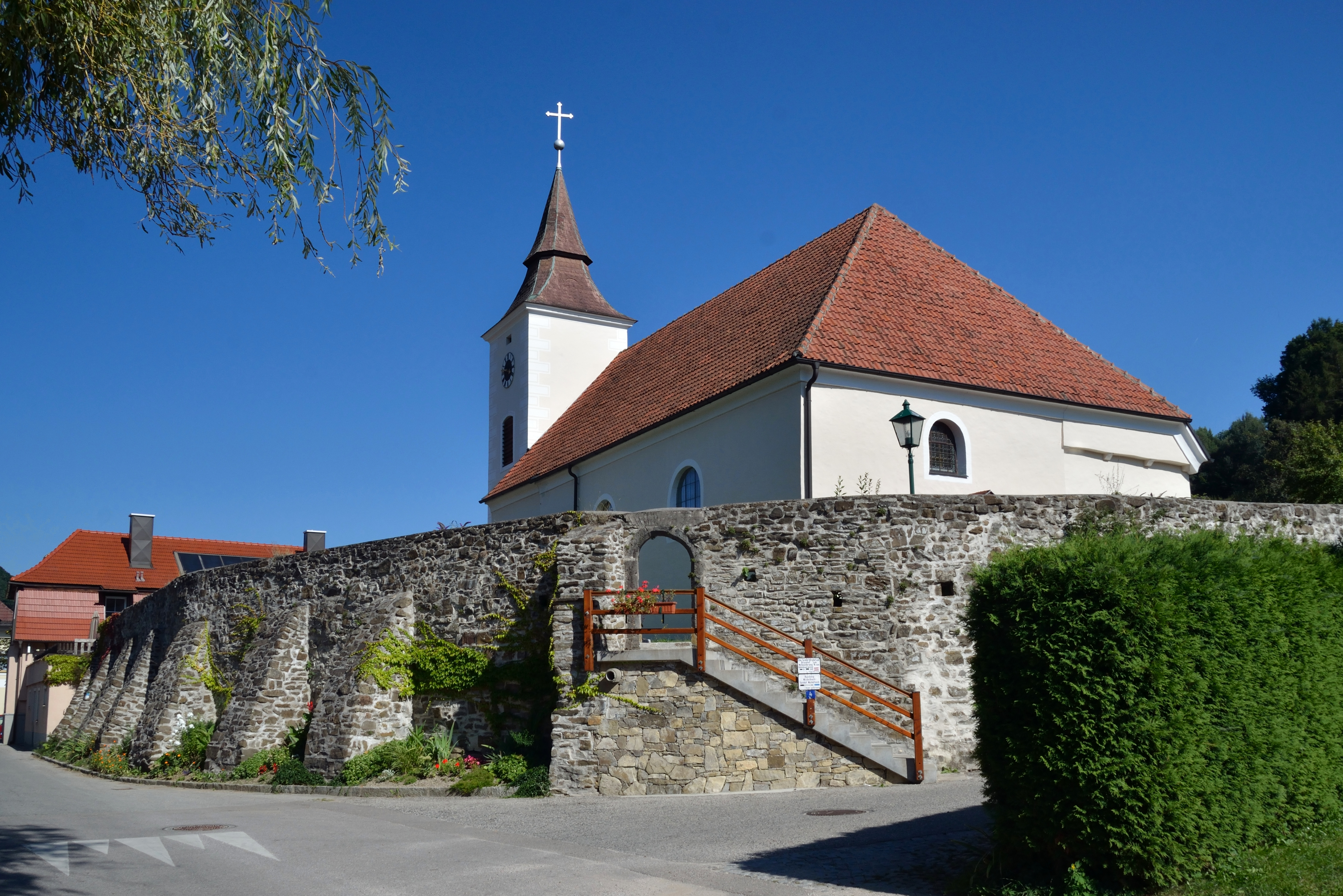
Pfarrkirche Michelbach

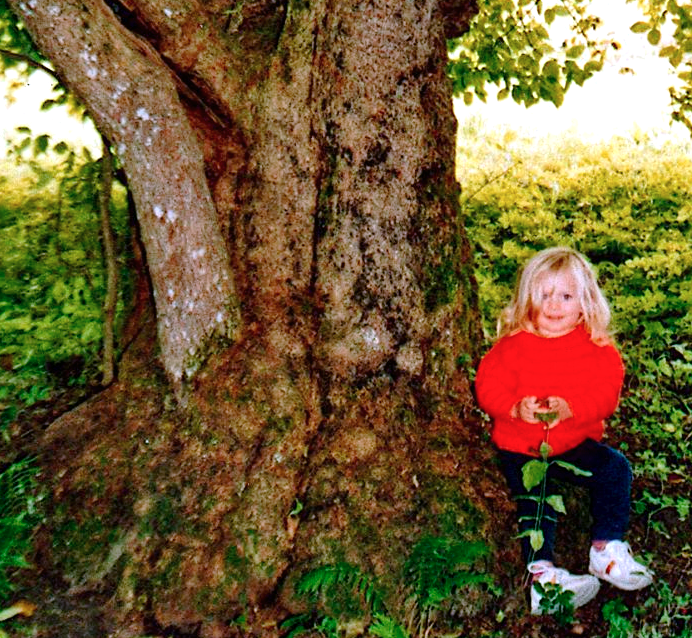
Kornelkirschenbaum Sigrid Dirndl

- Katholische Pfarrkirche Michelbach hl. Michael
- Bauern- und Handwerksmuseum: Auf dem Bauernhof werden alte land- und hauswirtschaftliche Geräte und Maschinen ausgestellt.
- Köhlerei: An der Straße zwischen Michelbach und Stollberg liegt die Köhlerei Hochecker, gegründet 1960, derzeit betrieben von der 2. und 3. Generation der Gründerfamilie. Sie ist eine der letzten des „schwarzen Gewerbes“, das man früher sehr zahlreich im Wienerwald vorgefunden hat. Hier wird Hartholz aus dem Wienerwald zu Holzkohle verarbeitet.[5][6]
- Sigrid-Dirndl: Derzeit größter bekannter Kornelkirschenbaum.[7]
- Elsbeerreich: Der Verein zur Erhaltung, Pflege und Vermarktung der Elsbeere mit Sitz in Michelbach bezeichnet das Gebiet der Gemeinden Brand-Laaben, Kasten bei Böheimkirchen, Stössing, Michelbach, Pyhra, Sankt Veit an der Gölsen, Rohrbach an der Gölsen, Hainfeld, Ramsau und Innermanzing  als „Elsbeerreich“. Am 16. August 2009 wurde die Region auf einer feierlichen Veranstaltung in Schloss Grafenegg als Genuss Region Wiesenwienerwald Elsbeere[8] in die Initiative Genuss Region Österreich des Lebensministeriums und der Agrarmarkt Austria Marketing GesmbH. aufgenommen.
- Sternwarte: Auf einer Erhebung nahe Michelbach-Dorf wurde im Jahr 1998 vom Amateurastronomenverein Antares die Sternwarte Michelbach errichtet. Die vom Bundesland Niederösterreich geförderte Volkssternwarte liegt auf einer Höhe von 636 m ü. A. und veranstaltet wöchentliche Sternführungen. Das größte Kuppelgebäude hat einen Durchmesser von 4,5 Meter. Daneben befinden sich weitere Kuppelbauten und das Hauptgebäude mit Vortragssaal und Sonnenteleskop. (Lage)[9][10]

## Wirtschaft und Infrastruktur
Nichtlandwirtschaftliche Arbeitsstätten gab es im Jahr 2011 39, land- und forstwirtschaftliche Betriebe nach der Erhebung 2011 62. Die Zahl der Erwerbstätigen am Wohnort betrug nach der Volkszählung 2001 386. Die Erwerbsquote lag 2001 bei 43,21 Prozent.

### Öffentliche Einrichtungen
In Michelbach befindet sich eine Volksschule.

### Windkraft

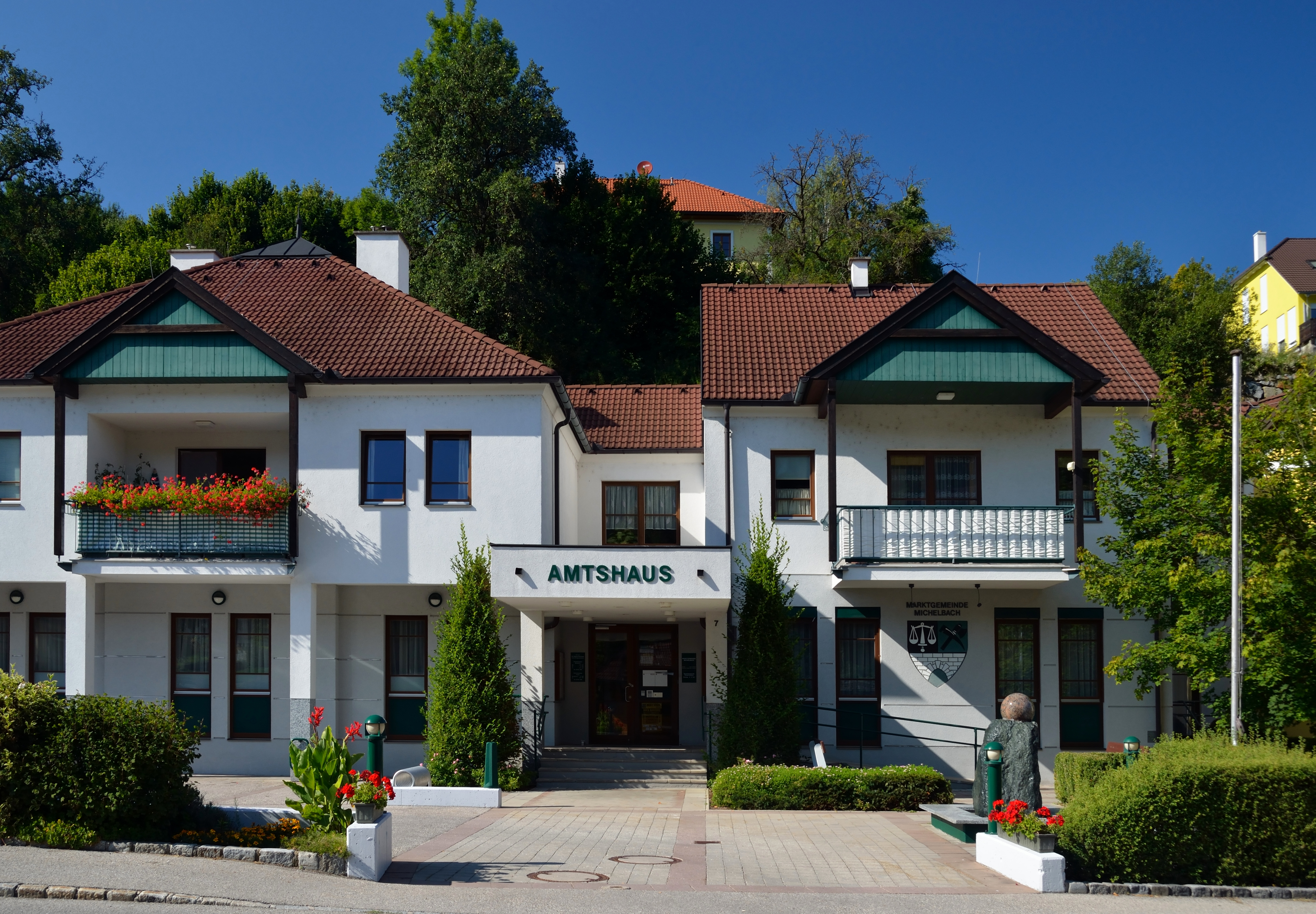
Gemeindeamt

Am 13. Juli 1995 ging die dritte Windkraftanlage Österreichs in Michelbach in Betrieb. Sie wurde unter Beteiligung von 96 Privatpersonen errichtet. Die Leistung dieser Anlage beträgt 225 kW. Dieses Bürgerbeteiligungsprojekt war der Grundstein für die heutige W.E.B. Windenergie AG.

## Politik
Bürgermeister der Marktgemeinde ist Hermann Rothbauer, Amtsleiter ist Markus Kainzbauer.
Der Gemeinderat hat 15 Mitglieder.
- Gemeinderatswahlen in Niederösterreich 1990: ÖVP 12, FPÖ 2, SPÖ 1.
- Gemeinderatswahlen in Niederösterreich 1995: ÖVP 13, FPÖ 2.[17]
- Gemeinderatswahlen in Niederösterreich 2000: ÖVP 11, SPÖ 2, FPÖ 2.[18]
- Gemeinderatswahlen in Niederösterreich 2005: ÖVP 9, BÜMI (Bürgerliste Michelbach) 5, SPÖ 1.[19]
- Gemeinderatswahlen in Niederösterreich 2010: ÖVP 10, BÜMI (Bürgerliste Michelbach) 3, SPÖ 1, FPÖ 1.[20]
- Gemeinderatswahlen in Niederösterreich 2015: ÖVP 12, NEOS 2, SPÖ 1.[21]
- Gemeinderatswahlen in Niederösterreich 2020: ÖVP 12, NEOS 2, SPÖ 1.[22]
- Gemeinderatswahlen in Niederösterreich 2025: ÖVP 10, FPÖ 3, NEOS 1, SPÖ 1.[23]

## Persönlichkeiten
- Franz Grandl (* 1954), Politiker
- Karl Vonwald (1933–2008), Politiker